# Juegos Olímpicos de Calgary 1988
Los Juegos Olímpicos de Calgary 1988, oficialmente conocidos como los XV Juegos Olímpicos de Invierno, fueron un evento multideportivo internacional, celebrado en Calgary, en la provincia de Alberta, Canadá, entre el 13 y el 28 de febrero de 1988. Fueron un éxito económico, que conllevaron la obtención de millones de dólares de beneficio. Los Juegos dejaron una fuerte huella en la ciudad, transformando profundamente la economía de la misma. Participaron 1423 atletas (1122 hombres y 301 mujeres) de 58 países.
Esta edición fue la última en la que los Juegos Paralímpicos y los Juegos Olímpicos de Invierno se realizaban en sedes separadas.

## Historia

### Antecedentes
Calgary con anterioridad a esta edición, había intentado ser sede de unos Juegos Olímpicos de Invierno en los años 1964 y 1968.
Calgary fue designada candidata el 30 de septiembre de 1981. La votación tuvo lugar en Baden-Baden (Alemania Occidental),y derrotó en la primera vuelta a la ciudad italiana de Cortina d'Ampezzo y en la definitiva a la ciudad sueca de Falun por una votación de 35 a 25.
Los diferentes estamentos gubernamentales se volcaron con la organización de los Juegos, y así el Gobierno federal aportó 225 millones de dólares, la provincia de Alberta 125 millones y la ciudad de Calgary 50 millones. La televisora estadounidense ABC compró los derechos televisivos por una cifra récord, en aquel momento, de 398 millones de dólares. Asimismo, otros 90 millones se obtuvieron a partir de patrocinadores y licencias.
La llama olímpica recorrió Canadá en 88 días y se creó un concurso para que los ciudadanos tuvieran la oportunidad de llevar la antorcha en recorridos de 1 km.

### Grandes momentos
Los Juegos fueron inaugurados por la gobernadora general de Canadá Jeanne Sauvé.
- Matti Nykänen de Finlandia dominó las pruebas de salto de esquí, logrando 3 medallas de oro.
- La patinadora neerlandesa Yvonne van Gennip también logró 3 medallas de oro en las pruebas de velocidad, batiendo así mismo 2 récords mundiales.
- Alberto Tomba de Italia ganó dos oros en esquí alpino.
- La prueba de eslalon supergigante hizo su debut en estos Juegos, tanto en categoría masculina como femenina.
- El curling, el esquí estilo libre, y el patinaje de velocidad en pista corta fueron pruebas de exhibición.
- Los Juegos de Invierno de Calgary también fueron particulares con la participación de dos equipos con casi nada de experiencia y escasas posibilidades de conseguir medallas:
  - Jamaica presentó por primera vez en la historia un equipo de bobsleigh, un deporte típico de climas fríos. En plena competencia, el equipo jamaiquino sufrió un accidente al volcarse su trineo. Sin embargo, el público se unió en su apoyo, llegando a ensombrecer a las grandes figuras. Al regreso a su país, fueron recibidos como héroes. Tras este hecho histórico Walt Disney Pictures compró los derechos de la historia y realizó una película titulada Cool Runnings, estrenada en 1993.
  - Por su parte, Eddie "el Águila" Edwards calificó para los saltos de esquí de 70m, con sólo un año de experiencia en el deporte. Al lograr una buena marca en su primer intento, se le dio la oportunidad de saltar en la pista más alta, de 90m, estableciendo un récord nacional de salto en largo para Gran Bretaña. La hazaña de Edwards fue llevada al cine en 2016 con la película Eddie the Eagle.

## Antorcha olímpica
Del 17 de noviembre de 1987 al 13 de febrero de 1988, 6250 relevistas llevaron la llama olímpica en un recorrido de 18000 kilómetros que comenzó en Grecia (Olimpia - Atenas) y luego siguió la siguiente ruta en Canadá:
St. Johns - Quebec - Montreal - Ottawa - Toronto - Winnipeg - Inuvik - Vancouver - Edmonton - Calgary

## Deportes
| - Biatlón - Bobsleigh - Combinada nórdica - Esquí alpino - Esquí de fondo |  | - Hockey sobre hielo - Luge - Patinaje artístico - Patinaje de velocidad - Saltos de esquí |

## Medallas
| Juegos Olímpicos de invierno de 1988 |                           |     |       |        |       |
| Posición                             | País                      | Oro | Plata | Bronce | Total |
| 1                                    | Unión Soviética (URS)     | 11  | 9     | 9      | 29    |
| 2                                    | Alemania Oriental (GDR)   | 9   | 10    | 6      | 25    |
| 3                                    | Suiza (SUI)               | 5   | 5     | 5      | 15    |
| 4                                    | Finlandia (FIN)           | 4   | 0     | 3      | 7     |
| 5                                    | Suecia (SWE)              | 4   | 0     | 2      | 6     |
| 6                                    | Austria (AUT)             | 3   | 5     | 2      | 10    |
| 7                                    | Países Bajos (NED)        | 3   | 2     | 2      | 7     |
| 8                                    | Alemania Occidental (FRG) | 2   | 4     | 2      | 8     |
| 9                                    | Estados Unidos (USA)      | 2   | 1     | 3      | 6     |
| 10                                   | Italia (ITA)              | 2   | 1     | 2      | 5     |

## Mascotas
- Las mascotas oficiales de los Juegos Olímpicos fueron dos osos polares llamados Hidy y Howdy. Los nombres fueron elegidos mediante un concurso realizado por el Zoológico de Calgary, que contó con 7000 propuestas.

## Participantes
58 países enviaron representantes. Estos fueron:
Alemania Occidental, Alemania Oriental, Andorra, Antillas Neerlandesas, Argentina, Australia, Austria, Bélgica, Bolivia, Bulgaria, Canadá, Checoslovaquia, Chile, China, China Taipéi, Chipre, Corea del Norte, Corea del Sur, Costa Rica, Dinamarca, España, Estados Unidos, Fiyi, Filipinas, Finlandia, Francia, Grecia, Guam, Guatemala, Hungría, India, Islandia, Islas Vírgenes de Estados Unidos, Italia, Jamaica, Japón, Líbano, Liechtenstein, Luxemburgo, Marruecos, México, Mónaco, Mongolia, Noruega, Nueva Zelanda, Países Bajos, Polonia, Portugal, Puerto Rico, Reino Unido, Rumania, San Marino, Suecia, Suiza, Turquía, Unión Soviética y Yugoslavia.